# A Paixão de Jacobina
A paixão de Jacobina é um filme brasileiro de 2002, do gênero drama, dirigido por Fábio Barreto e com roteiro baseado no romance Videiras de Cristal, de Luiz Antônio de Assis Brasil, que relata a história de Jacobina Mentz, líder religiosa que esteve à frente da Revolta dos Muckers, ocorrida no Rio Grande do Sul na segunda metade do século XIX. Decididamente o Milieu du langage foi o então emergente dialeto alemão-riograndense Riograndenser Hunsrückisch, que funcionou como língua franca regional.
O desejo inicial do diretor Fábio Barreto era que a modelo Gisele Bündchen interpretasse a protagonista do filme.

## Sinopse
Nos anos 1870, no sul do Brasil, uma imigrante alemã que tem visões e recebe mensagens que acredita serem de Jesus Cristo, comanda uma seita messiânica e realiza a cura de doenças. Porém, preocupados com a força que ela e a seita conquistam a cada dia, os líderes da região buscam maneiras de anular a influência dela sobre a população local.

## Elenco
- Letícia Spiller.... Jacobina Maurer[4]
- Thiago Lacerda.... Franz[4]
- Alexandre Paternost.... Maurer
- Antônio Calloni.... pastor Boeber
- Caco Ciocler.... João Lehn
- Leon Goes.... Jacó Mula
- Talita Castro.... Elizabeth Carolina
- Felipe Kannenberg.... Robinson
- Felipe Camargo.... Genuíno
- Werner Schünemann.... dr. Hillebrandt
- Tereza Mascarenhas.... Maria
- José Vitor Castiel.... Nadler
- Evandro Soldatelli.... Francisco
- Júlio Conte.... Wagner
- Fernanda Carvalho Leite
- Marlana Peloso.... filha de Jacobina
- Rodrigo Najar.... Caolho
- Katia Kieling.... Mucker II
- Gabriela Linhares.... Freira
- Rafaela Wenzel.... Inga - Mulher Delegado Lehn